# Poprawka Bessela

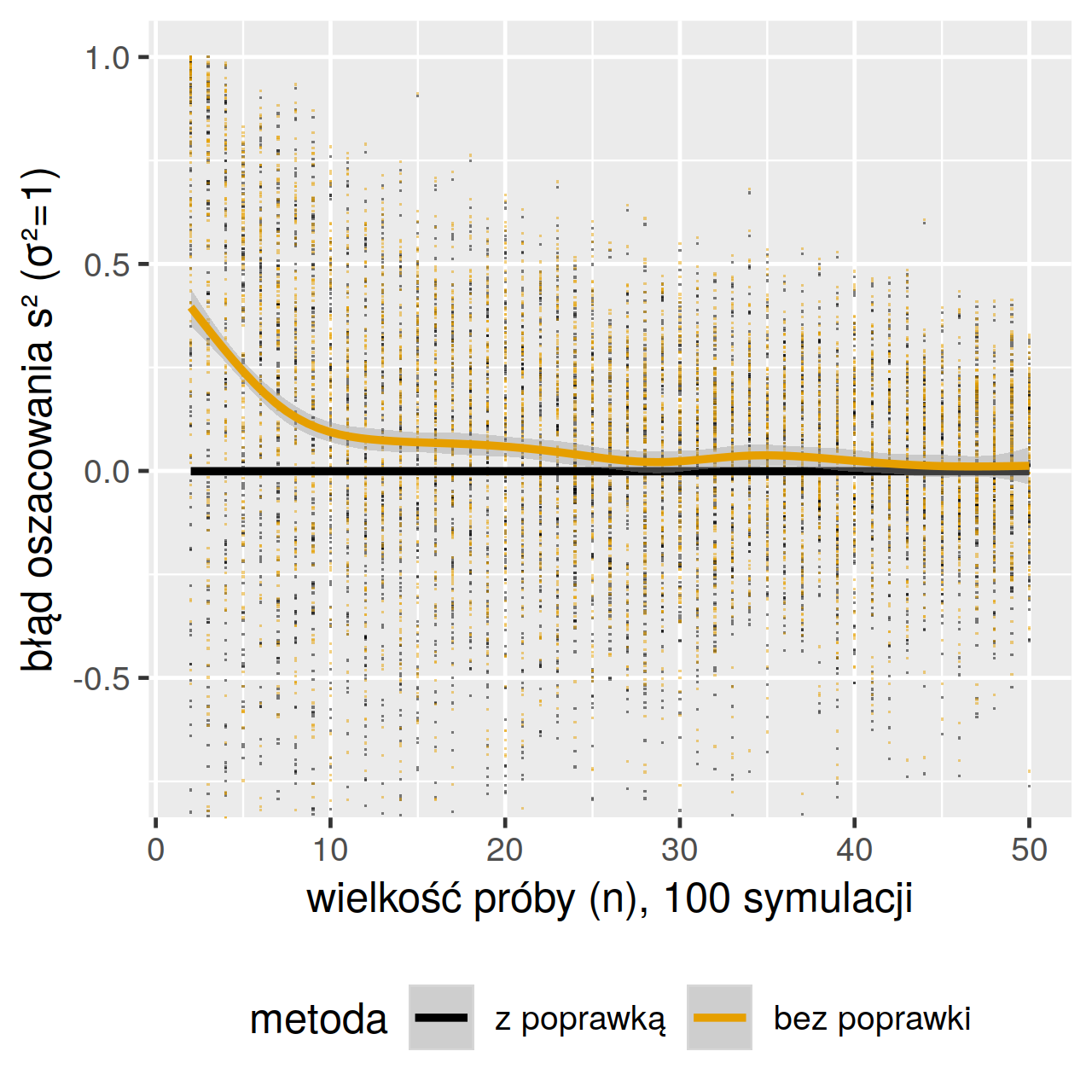
Błąd oszacowania wariancji (na osi Y) z poprawką i bez (kolor czarny i żółty), w zależności od wielkości próby (na osi X) – ilustrowany na podstawie stu symulacji losowań z rozkładu normalnego (μ=0, σ²=1) dla każdego n. Średni błąd oszacowania z poprawką jest równy zeru. Błąd estymatora bez poprawki jest szczególnie silny w próbach mniejszych niż ok. 30 obserwacji.

Poprawka Bessela – stosowanie {\displaystyle n-1} zamiast surowej liczby obserwacji {\displaystyle n} przy statystycznej estymacji wariancji populacji na podstawie próby. Poprawka redukuje obciążenie tego estymatora (systematyczne niedoszacowanie wariancji) wynikające z jednoczesnego szacowania wariancji i średniej ze skończonej próby. Ma znaczenie zwłaszcza przy próbach poniżej ok. 30 obserwacji. Jej zwyczajowa nazwa odwołuje się do astronoma Friedricha W. Bessela; technikę opisał w tym samym okresie jednak także Carl Gauss.
Poprawka nie jest potrzebna, jeśli do obliczeń wykorzystuje się prawdziwą średnią populacyjną. Jeśli dane nie pochodzą z rozkładu normalnego, poprawka może być nieskuteczna i zwiększać błąd średniokwadratowy estymatora. Nie zapewnia nieobciążenia oszacowania odchylenia standardowego. Inne momenty rozkładu (jak skośność i kurtoza) także wymagają poprawek, jednak jest to bardziej skomplikowane.

## Dowód
Oczekiwana rozbieżność pomiędzy obciążonym estymatorem wariancji z próby, a jej prawdziwą wartością w populacji, odpowiada wariancji średniej z próby:
{\displaystyle {\begin{aligned}\operatorname {E} \left[\sigma ^{2}-s_{\text{obc.}}^{2}\right]&=\operatorname {E} \left[{\frac {1}{n}}\sum _{i=1}^{n}(x_{i}-\mu )^{2}-{\frac {1}{n}}\sum _{i=1}^{n}(x_{i}-{\overline {x}})^{2}\right]\\&={\frac {1}{n}}\operatorname {E} \left[\sum _{i=1}^{n}\left((x_{i}^{2}-2x_{i}\mu +\mu ^{2})-(x_{i}^{2}-2x_{i}{\overline {x}}+{\overline {x}}^{2})\right)\right]\\&=\operatorname {E} \left[\mu ^{2}-{\overline {x}}^{2}+{\frac {1}{n}}\sum _{i=1}^{n}(2x_{i}({\overline {x}}-\mu ))\right]\\&=\operatorname {E} \left[\mu ^{2}-{\overline {x}}^{2}+2({\overline {x}}-\mu ){\overline {x}}\right]\\&=\operatorname {E} \left[\mu ^{2}-2{\overline {x}}\mu +{\overline {x}}^{2}\right]\\&=\operatorname {E} \left[({\overline {x}}-\mu )^{2}\right]\\&=\operatorname {Var} ({\overline {x}})\\&={\frac {\sigma ^{2}}{n}}\end{aligned}}}
I analogicznie, oczekiwana wartość obciążonego estymatora to prawdziwa wartość wariancji pomniejszona o tę rozbieżność:
{\displaystyle \operatorname {E} \left[s_{\text{obc.}}^{2}\right]=\sigma ^{2}-{\frac {\sigma ^{2}}{n}}={\frac {n-1}{n}}\sigma ^{2}}
Co pozwala uzyskać następujący wzór na estymator nieobciążony:
{\displaystyle s_{\text{nieobc.}}^{2}={\frac {n}{n-1}}s_{\text{obc.}}^{2}}

### Intuicja
Estymator obciążony jest obliczany przy użyciu średniej z próby, co wprowadza dodatkowe źródło błędu – każde odchylenie obserwacji, {\displaystyle x_{i}-\mu ,} jest niedoszacowane o odchylenie średniej z próby od średniej z populacji, {\displaystyle {\bar {x}}-\mu .} Wariancja jej estymatora wynosi {\displaystyle {\frac {\sigma ^{2}}{n}}.} Poprawka Bessela usuwa to systematyczne obciążenie.